# Proč?/Amadeus
„Proč?/Amadeus“ je druhý singl skupiny Arakain. Nahrávka byla natočena už na jaře roku 1988 ve studiu Propast a vyšla jako singl v roce 1989 v rámci projektu Rockmapa Petra Jandy. Rockmapa 1.

## Seznam skladeb
1. Proč? - 5:20
2. Amadeus - 4:22

## Obsazení
- Aleš Brichta - zpěv
- Jiří Urban - kytara, sbory
- Miroslav Mach - kytara
- Zdeněk Kub - baskytara
- Robert Vondrovic - bicí